# ملک‌الشعرا صبوری
میرزا محمدکاظم صبوری ملقب به ملک الشعرا و متخلص به صبوری (۱۳۲۲-۱۲۷۰)، شاعر دوره مظفرالدین شاه قاجار بود.

## زندگی
وی فرزند میرزا محمدباقر کاشانی بود که پس از مهاجرت به خراسان به شغل حریربافی روی آورد.
در کتاب الذریعه، آقابزرگ تهرانی وی را از نوادگان میرزا احمد کاشانی متخلص به صبور برشمرده است.
وی پدر محمد تقی بهار بوده که پس از درگذشتش لقب ملک الشعرایی به فرزندش داده شد و در سال ۱۳۲۲ هجری قمری در سن ۵۲ سالگی در شهر مشهد بر اثر بیماری وبا درگذشت.
| حسن بر روی کس این‌قدر نکرده‌ست دوام   |  | که به روی تو بت سروقد سیم‌اندام      |
| حسن بر روی تو خود شیفته گشته‌ست مگر  |  | که دراستاده به‌نظّارهٔ روی تو مدام     |
| ز رخ خوب تو بر حسن بسی رشک برم      |  | که همه عمر پذیرد ز رخ خوب تو کام    |
| زآن همی ترسم کز چشم بد خلق شود      |  | به حجاب اندر آن عارض چون ماه تمام   |
| دیر نامانده که تاری شود آن تافته‌روی |  | کآفتاب است و رسیده‌ست کنون بر لب بام |
| تیرگی تاختنی کردن خواهد سوی تو      |  | وز خط سبز کنون سوی تو داده‌ست پیام   |
| نک خط سبز فراز آمد هشیار نشین       |  | ای خط سبز تو را سبزهٔ نورسته غلام    |